# けんちゃんバス

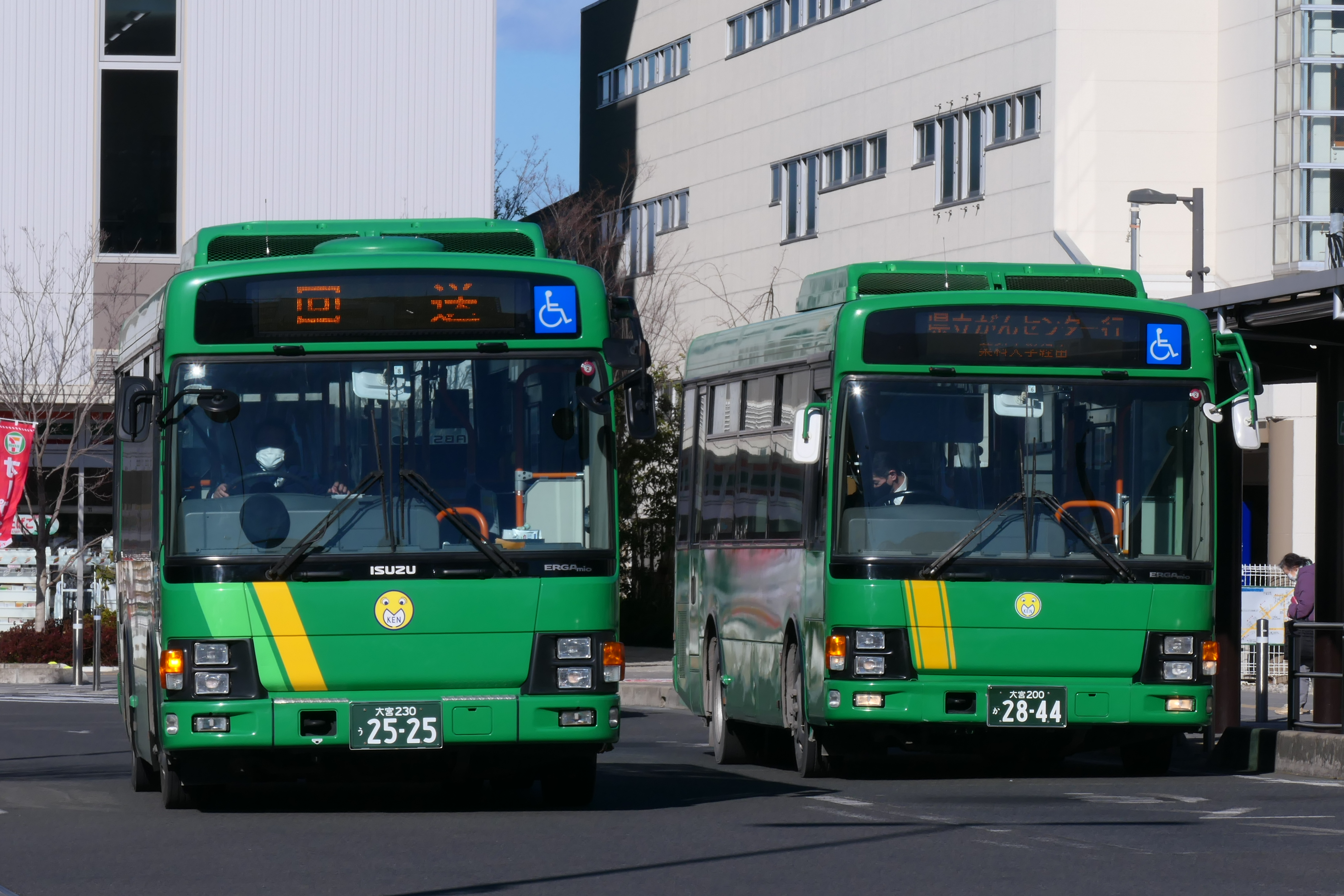
けんちゃんバスの路線車両
（2021年2月 蓮田駅）

けんちゃんバスは、丸建つばさ交通が埼玉県上尾市を中心として運行する乗合バスである。
名称は以前の運行事業者であった丸建自動車社長の本村建二に由来する。自治体主導のコミュニティバスではなく、一般路線バスとして自社運行している。

## 概要
それまで特定輸送や上尾市内循環バス「ぐるっとくん」の運行受託を行っていた丸建自動車が、2003年8月18日より、上尾駅東口から埼玉県道150号上尾蓮田線を経由し、従来の路線バスやコミュニティバスの空白地帯である伊奈町の埼玉県立がんセンター・丸山駅 - 蓮田駅西口間と、上尾駅西口 - 桶川駅西口間に後の2 - 5系統である路線（現在は廃止）の運行を開始した。上尾駅東口 - 蓮田駅西口間は8 km弱の距離があるものの、均一運賃制である。どちらも上尾駅周辺は旧東武バスの路線を継承した朝日自動車菖蒲営業所・東武バスウエスト上尾営業所の路線と競合しているため、両社を合わせると通勤時間帯は多頻度運行となっている。
2008年3月11日に利用者が少ない2系統と5系統を廃止し、2009年4月30日に3系統・4系統・10系統を廃止。2009年5月11日より大人150円から170円、小学生以下80円から90円に、2011年5月23日より大人190円、小学生以下は100円に運賃を値上げした。消費税率の改定に伴い2014年4月1日より、大人200円で小学生以下100円となった。
2010年2月11日、北上尾駅 - 伊奈学園間の新規路線が開業したが、準競合状態となる上尾駅 - 伊奈学園間の路線を運行している朝日自動車菖蒲営業所が区間運賃制の運賃の上限を170円にして同額とする対抗策を発動、けんちゃんバスは2012年4月1日付で当該路線を廃止した。2005年頃に東武バスが多頻度運行していた上尾駅西口と西上尾第一団地間を循環する路線を開設すると、東武バスも同様の循環路線を開設し、けんちゃんバスが路線廃止に追いやられている。
2011年9月1日、蓮田駅西口 - 県民活動センター間、北本駅東口を起点とする北本東口循環の、新路線2系統の運行を開始した。
2018年3月1日、大宮駅西口循環線（大成先回り）を開業し、さいたま市に路線を開設。アルシェと大宮駅西口DOMショッピングセンター間の市道上に設置した大宮駅西口バス停を起点に、鉄道博物館前→大成3丁目→日進町1丁目→大平公園前を経由して大宮駅西口へと運行する。2019年2月12日には、大宮駅西口循環線（大成先回り）の市営駐車場前 - 鉄道博物館前間に、桜木町3丁目バス停を新設。併せて、埼玉新都市交通伊奈線（ニューシャトル）との並行区間である大宮駅西口 - 鉄道博物館前間の区間に限って運賃を100円とした。
2019年4月1日、開業時期が遅れていた与野循環線を大宮駅西口循環線（与野本町先回り）として運行開始。大成先回りと同じ停留所から、上落合→イオンモール与野→与野本町西5丁目→いずみ高校を経由して大宮駅西口へと運行する。併せて、大宮駅西口で大成先回り・与野本町先回りの乗継割引を開始した。
丸建自動車の経営破綻により、2021年2月16日以降は事業を譲受した丸建つばさ交通が運行している。
2022年7月1日、新路線として白岡中央病院線（蓮田駅西口 - 白岡中央総合病院、東伸団地 - 白岡中央総合病院）を運行開始した。
2023年8月9日、新路線として蓮田・上尾 - 伊奈病院線（蓮田駅西口 - 伊奈病院線、上尾駅東口 - 伊奈病院線）を運行開始した。
2024年1月30日、大宮駅西口循環（与野本町先回り）を運行終了。2024年3月13日、東伸団地 - 白岡中央総合病院を運行終了。
2025年3月31日、大宮駅西口循環線（大成先回り）、蓮田駅西口 - 白岡中央総合病院線、上尾駅東口 -（ラウンドワン上尾店）- 伊奈病院線を運行終了。

## 運賃・乗車券類
- 全路線200円均一、小学生以下100円、未就学児は無料。2014年4月1日より。
- 回数券は17枚で3,000円。バス車内または丸建つばさ交通本社で販売。旧額面の回数券は、現行運賃との差額を足すことで引き続き使用できる。
- 定期乗車券（けんちゃんバスフリーパス）は学生（通学用）・65歳以上の方専用[13]、一日乗車券は発行していない。
- 2023年4月24日以降、WAONの電子マネー決済を導入した（回数券購入可能・ポイント付与あり）。上尾駅東口〈薬科大経由〉蓮田駅西口線は乗車・降車時に、ほかの路線は降車時にリーダライターにタッチする。モバイルWAONでも利用出来るが、けんちゃんバスではカードの販売等を行わないため、事前にチャージするなどの準備が必要[14]。
- PASMO・Suicaなどの交通系ICカードはこれまで導入されていなかったが、2024年6月17日に上尾駅東口〈薬科大経由〉蓮田駅西口線で、24日からは全路線で利用可能になった（Pitapaは利用不可）[15]。均一200円運賃のみ決済可能で、割引運賃（小人・障害者）は利用できない[15]。
- かつてはバス共通カードも利用対象外であった。
- 廃止された大宮駅西口循環線の大成先回りと与野本町先回りを大宮駅西口で乗り継ぐ場合は、100円（小学生以下50円）割引されていた。
- 廃止された大宮駅西口循環線（大成先回り）の大宮駅西口 - 鉄道博物館前までは100円、小学生以下50円の割引運賃であった。

## 現行路線

### 上尾・桶川・蓮田・伊奈地区
- 上尾駅東口 - 蓮田駅西口（日本薬科大学経由）
  - 7系統：上尾駅東口 - 上尾市文化センター前 - 日本薬科大学前 - 志久駅 - 栄6丁目北 - 蓮田駅西口
  - （区間便）上尾駅東口 - 上尾市文化センター前 - 日本薬科大学前 - 志久駅 - 田里・丸建つばさ交通本社
  - （区間便）田里・丸建つばさ交通本社 - 栄6丁目北 - 蓮田駅西口
    - かつては11系統：上尾市文化センター前（丸建車庫前）- 日本薬科大学前 - 蓮田駅西口の区間便があった。
- 蓮田駅西口 - がんセンター（日本薬科大学経由）
  - 蓮田駅西口 - 栄6丁目北 - 志久駅 - 日本薬科大学前 - がんセンター
    - 土曜・日曜・祝日運休。
    - 蓮田駅西口 - 国際学院高校入口間は7系統と同経路。
- 上尾駅東口 - 蓮田駅西口（がんセンター経由）
  - 5系統：上尾駅東口 - がんセンター - 丸山駅 - 蓮田駅西口
    - 平日1往復のみ運行。当初は6系統。
- 蓮田駅西口 - がんセンター（丸山駅経由）
  - 22系統：がんセンター - 丸山駅 - 蓮田駅西口
    - 5系統の区間便。平日のみ運行。
- 蓮田駅西口 - 県民活動センター
  - 14系統：蓮田駅西口 - 栄6丁目北 - 田里・丸建つばさ交通本社 -（一心館）- 伊奈学園 - 県民活動センター
    - 一心館は平日の一部便のみ経由。
    - 蓮田駅西口 - 栄6丁目北間は7及び11系統と同経路。
- 桶川駅東口 - 伊奈学園（2017年4月17日運行開始）
  - 2系統：桶川駅東口 - 内宿駅 - 県民活動センター - 伊奈学園
    - 日曜・祝日運休。
- 蓮田駅西口 - 伊奈病院（2023年8月9日運行開始）
  - 90系統：蓮田駅西口 - 志久南 - 志久駅 - 伊奈病院
  - 92系統：蓮田駅西口 - 丸山駅 - 志久駅 - 伊奈病院
  - 94系統：蓮田駅西口 - 丸山駅 - がんセンター - 志久駅 - 伊奈病院
    - 土曜・日曜・祝日運休（土曜運休は2024年7月20日より）。
- 上尾駅東口 - 県立武道館・アイスアリーナ
  - 直行便。土曜・日曜・祝日に運行するほか、イベント開催時に臨時運行することがある。
- 【臨時】上尾駅東口 - 上尾市民球場
  - イベント開催時のみ運行。

### 北本地区
- 北本東口循環
  - 15・16系統：始発から12時台はグリコ工場先回り、14時台から最終まで二ツ家先回り
- 東間・深井循環（北本駅東口発着）
  - 19・20系統：始発から13時台は宮内先回り、14時台から最終まで東間先回り
- 北本駅西口 - 南団地・二ツ家 - 北本駅東口
  - 21系統：南団地南・北本温泉経由（北本駅西口発の最終は北本温泉止まり）

## 廃止路線
2008年3月11日廃止
- 2系統 春日・朝日経由線（上尾駅西口 - 桶川駅西口）
- 5系統 緑丘・西門前先回り線（上尾東口循環右回り）

2009年4月30日廃止
- 3系統 小泉・泉台経由線（上尾駅西口 - 桶川駅西口）
- 4系統 二ツ宮・平塚団地先回り線（上尾東口循環左回り）
- 10系統 蓮田駅西口 - 伊奈町役場線

2012年4月1日廃止
- 12系統　北上尾駅東口 - 伊奈学園線（内宿駅経由）

2012年4月30日廃止
- 8系統 向山・日産先回り線（上尾西口循環右回り）
- 9系統 今泉・第一団地先回り線（上尾西口循環左回り）

2024年1月30日運行終了
- 大宮駅西口循環 与野本町先回り

2024年3月13日運行終了
- 東伸団地 - 白岡中央総合病院

2025年3月31日運行終了
- 大宮駅西口循環（大成先回り）
- 蓮田駅西口 - 白岡駅西口 - 白岡中央総合病院
- 上尾駅東口 - ラウンドワン上尾店 - 伊奈病院

## 車両
UDトラックス（旧:日産ディーゼル）、三菱ふそう、いすゞ自動車、日野自動車の車両が用いられており、国産4メーカーの車両が採用されている。7m小型車が主力であるが、輸送力増強のため、数台ではあるが9m中型車と10.5m中型長尺車も導入されている。方向幕は全てLED式行先表示器を装備している。
かつてはCNG車も在籍したが、呉市交通局に売却された。
マイクロバス改造車以外は原則ノンステップバスで車椅子の乗降に対応し、マイクロバス改造車は後部にある車椅子用リフトで対応している。ただし、通常使用する車両の検査時やイベント開催時の臨時路線に使用する予備車はステップのある旧型で、車椅子の乗降には対応していない。予備車は塗色が異なり行先表示機も未使用のため区別が可能である。
丸建つばさ交通が譲受してから導入された車両は、白色をベースにバラのマークの入った、母体のつばさ観光バスの車両に準じたデザインとなり、在籍車もデザインが変更されている。丸建自動車時代の車両は、全体が緑色で黄色のラインが入っており、車体の前後には口を大きく開けた子供のような顔に「KEN」と入ったけんちゃんバスのマークが付いていた。このマークはかつてけんちゃんバスのバス停の標識にも使われていた。